# Reddyanus hofereki
Espèce
Reddyanus hofereki est une espèce de scorpions de la famille des Buthidae.

## Distribution
Cette espèce est endémique du Kelantan en Malaisie. Elle se rencontre vers Dabong sur le Gunung Stong.

## Description
Le mâle holotype mesure 35,32 mm et la femelle paratype 30,95 mm.

## Étymologie
Cette espèce est nommée en l'honneur de David Hoferek.

## Publication originale
- Kovařík & Šťáhlavský, 2019 : « Revision of the genus Reddyanus from Southeast Asia, with description of five new species from Cambodia, Malaysia, Thailand and Vietnam (Scorpiones: Buthidae). » Euscorpius, no 295, p. 1-45 (texte intégral).